# أولادالجدرة (لكفاف الشماليين)
أولادالجدرة هو دُوَّار يقع بجماعة لڭفاف، إقليم خريبكة، جهة بني ملال خنيفرة في المملكة المغربية. ينتمي الدوّار لمشيخة لكفاف الشماليين التي تضم 4 دواوير. يقدر عدد سكانه بـ 1720 نسمة حسب الإحصاء الرسمي للسكان والسكنى لسنة 2004.

## روابط خارجية
- البوابة الوطنية للجماعات الترابية
- المندوبية السامية للتخطيط